# Martin de Barcos
Martin de Barcos (Bayonne, 1600 – Saint-Cyran-du-Jambot, 1678) è stato un teologo francese.
Giansenista e nipote di Jean Duvergier de Hauranne, fu segretario di suo zio e nel 1644 divenne abate di Saint-Cyran.